# Grupo Cultural e Desportivo de Regadas
O Grupo Cultural e Desportivo de Regadas (GCD Regadas) é uma instituição desportiva da freguesia de Regadas, Município de Fafe, Portugal, fundada em 13 de dezembro de 1976.
Participou nos campeonatos seniores da Associação de Futebol de Braga desde a época 80/81 até à época 96/97. Em 2002/2003 participou no campeonato de Iniciados. Desde 2003/2004 participa no campeonato de futebol popular da Associação de Futebol Popular de Fafe. Participa, ainda, com equipas de juvenis, masculinos e femininos, nos torneios organizados pela Câmara Municipal de Fafe.
A partir da época 2010/2011, voltou a competir na Associação de Futebol de Braga.

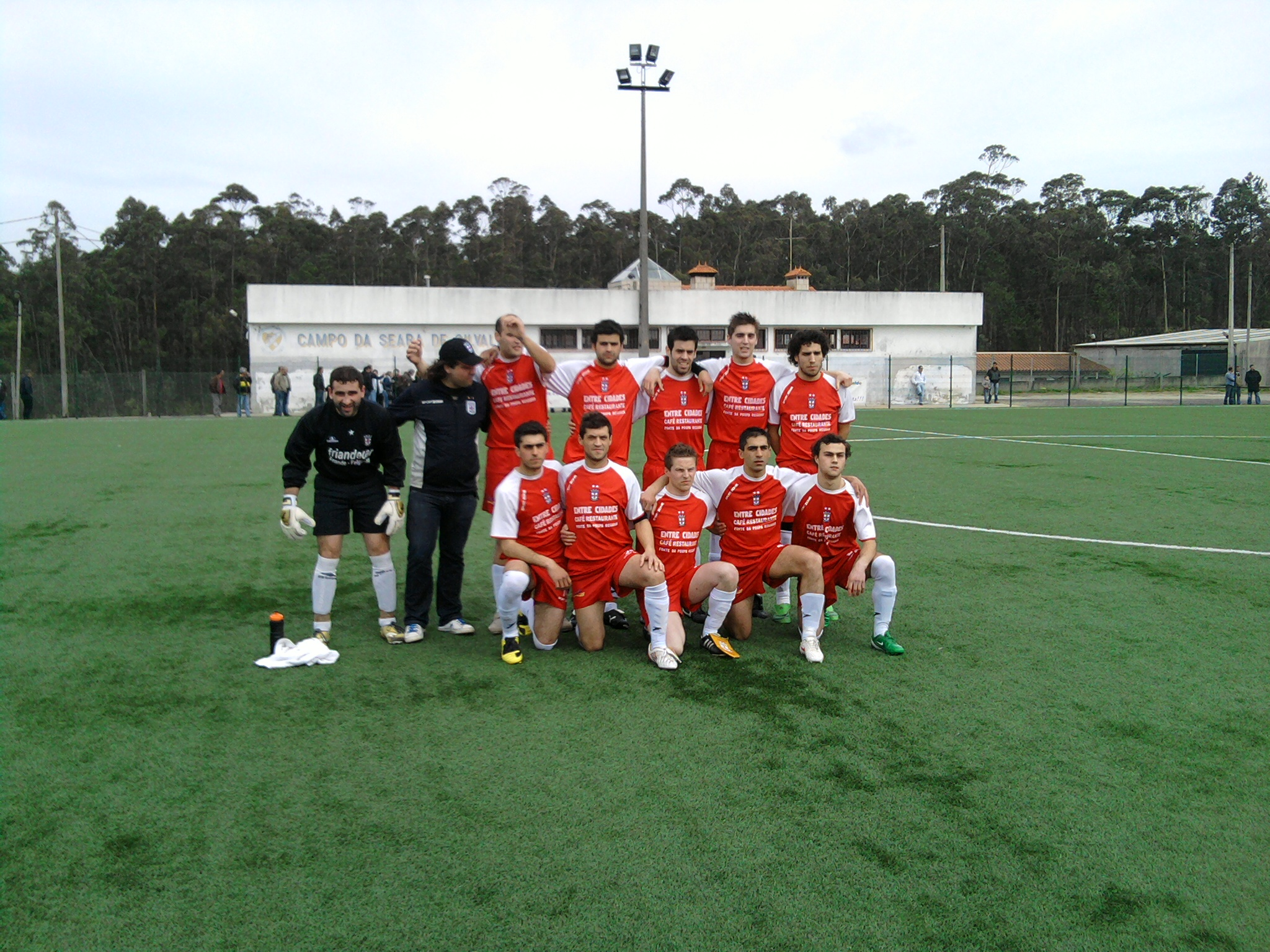
A equipa sénior masculina do GCD Regadas.

## Presidentes
- Luís Mário Gonçalves Lopes (1977)
- Luís Alberto Costa (1978)
- José Lopes (1979)
- Joaquim Alves (1982)
- José Teixeira (1983)
- Fernando Peixoto Lopes (1986)
- Joaquim Lopes Silva (1987)
- Arlindo Pinto Teixeira (1988)
- António Teixeira (1991)
- Jorge Lemos (1992)
- Alberto Dantas Ribeiro (1994)
- Fernando Lemos (1998)
- Armando Soares de Melo (2002)
- Domingos José Oliveira Lobo (2005)

## Equipamento
- Principal: Amarelo e Preto.
- Alternativo: Vermelho e Branco.
- Marca: SportZone

## Palmarés
Até à época 2009/2010 conquistou: 
- Em Futebol 11 Sénior - 3 Campeonatos; 3 Taças e 2 Super-Taças.
- Em Futsal Feminino - 2 Campeonatos; 2 Taças e 1 Super-Taça.

## Época 2010/2011
- Séniores Masculinos -  4º lugar 2ª Divisão Série "D" AF Braga
- Séniores Femininos - 2º lugar Campeonato Futsal Feminino AFP Fafe; Finalista da Taça
- Juvenis Masculinos Sub-17 - 4º lugar Campeonato AFP Fafe; Finalista da Taça
- Juvenis Masculinos "10/13" -
- Juvenis Femininas - Campeãs Torneio CM Fafe

## Ligações Externas
- Sítio oficial